# Aljustrel
Aljustrel (phonétique [aɫʒuʃ'tɾɛɫ]) est une ville et une municipalité du Portugal faisant partie du District de Beja ayant une superficie de 458,3 km2 et une population de 9 257 habitants.
Le maire actuel est Nelson Domingos Brito (PS).

## Histoire
À l'époque romaine, le territoire d'Aljustrel accueillait la mine de cuivre et d'argent de Vipasca. On a retrouvé à proximité de la mine deux tables de métal gravées portant de larges extraits des règlements de la mine et de l'agglomération qui s'était développée à côté de l'exploitation minière. Ces règlements datent de l'époque de l'empereur Hadrien. L'administration des puits et de cette agglomération était placée sous l'autorité d'un procurateur affranchi.

## Géographie
Aljustrel est limitrophe :
- au nord, de Ferreira do Alentejo,
- à l'est, de Beja (Portugal),
- au sud, de Castro Verde,
- au sud-ouest, de Ourique,
- à l'ouest, de Santiago do Cacém.

## Démographie
| 1801  | 1849  | 1900  | 1930   | 1960   | 1981   | 1991   | 2001   | 2011  |
| ----- | ----- | ----- | ------ | ------ | ------ | ------ | ------ | ----- |
| 1 878 | 4 278 | 8 214 | 15 276 | 18 181 | 12 870 | 11 990 | 10 567 | 9 257 |

## Subdivisions

Carte des paroisses d'Aljustrel.

Depuis la loi no 11-A/2013 du 28 janvier 2013, portant réorganisation administrative du territoire des freguesias, la municipalité d'Aljustrel comprend 4 paroisses (freguesia en portugais) contre 5 auparavant :
- Aljustrel e Rio de Moinhos (fusion de Aljustrel et Rio de Moinhos)
- Ervidel
- Messejana
- São João de Negrilhos

## Jumelages
- Hem (Nord) (France)